# 리바 TNT
리바 TNT(RIVA TNT, 코드명 NV4)는 엔비디아가 개발한 PC용 2차원 컴퓨터 그래픽스, 비디오 및 3차원 컴퓨터 그래픽스 가속기 칩으로, 1998년 3월에 발표되어 1998년 8월 말에 출시되었다. 이는 성장하는 소비자 3D 그래픽 카드 산업에서 엔비디아가 경쟁력 있는 기업으로서의 명성을 굳히는 데 기여했다. 이 제품은 리바 128의 후속작이다.
RIVA는 Real-time Interactive Video and Animation accelerator(실시간 대화형 비디오 및 애니메이션 가속기)의 약자이다. "TNT" 접미사는 칩이 두 개의 텍셀을 동시에 처리할 수 있는 능력(Twin Texel)을 의미한다.
리바 TNT 칩 기반의 첫 번째 그래픽 카드는 1998년 8월 31일 STB 시스템즈가 출시한 Velocity 4400이었다.

## 개요

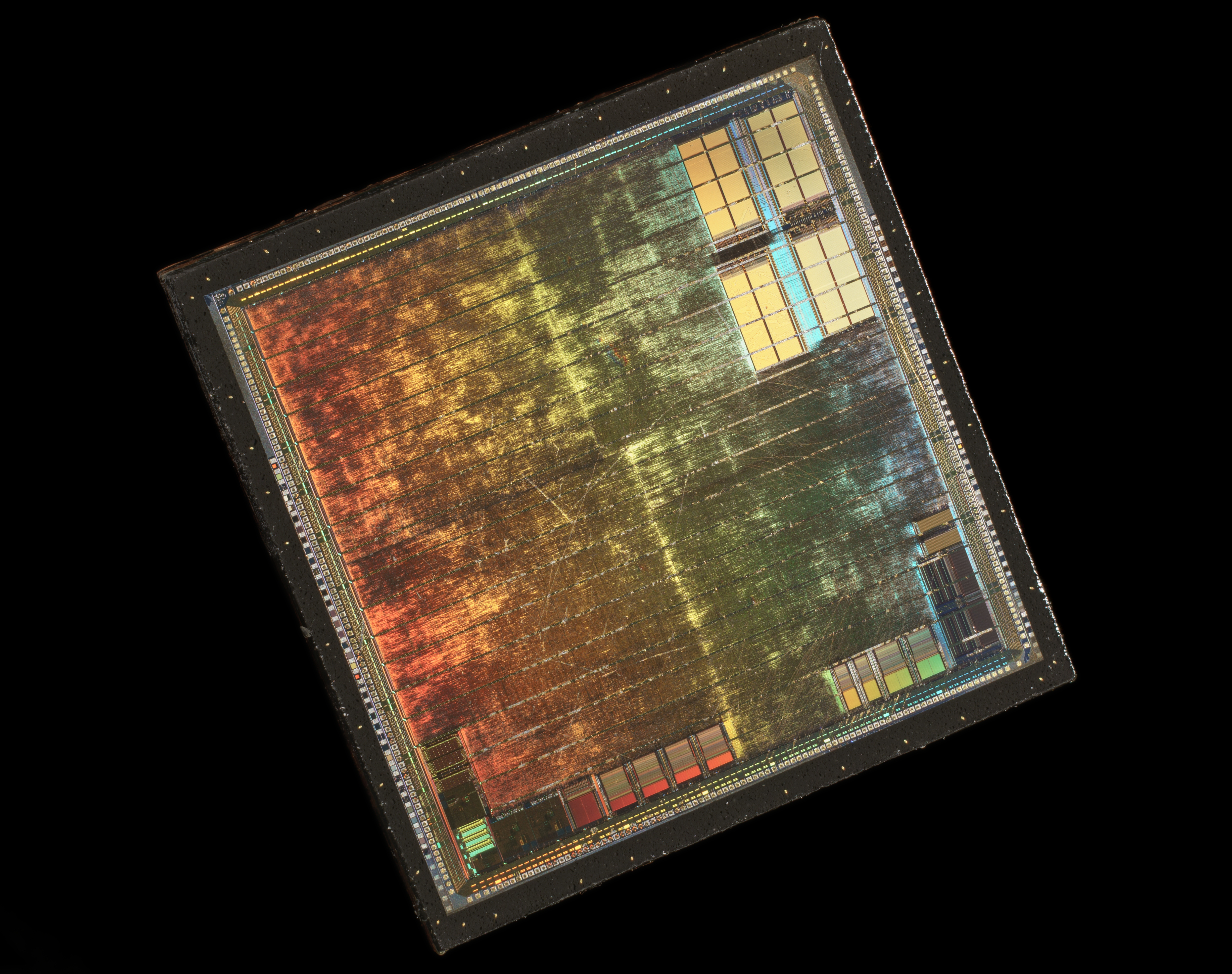
리바 TNT GPU의 다이 쇼트

TNT는 리바 128의 후속작이자 3dfx의 부두2 출시에 대한 대응으로 설계되었다. 이는 두 번째 픽셀 파이프라인을 추가하여 렌더링 속도를 사실상 두 배로 늘렸고, 훨씬 빠른 메모리를 사용했다. 부두2와 달리 (하지만 더 느린 매트록스 G200처럼) 32비트(트루컬러) 픽셀 형식, 3D 모드에서 24비트 Z-버퍼, 8비트 스텐실 버퍼 및 1024×1024 픽셀 텍스처 지원도 추가했다. 개선된 밉매핑 및 텍스처 필터링 기술(새로 추가된 삼선형 필터링 지원 포함)은 TNT의 이전 모델에 비해 품질을 크게 향상시켰다. TNT는 또한 최대 16 MiB의 SDRAM을 지원했다. 리바 128처럼 리바 TNT는 단일 칩 솔루션이다.

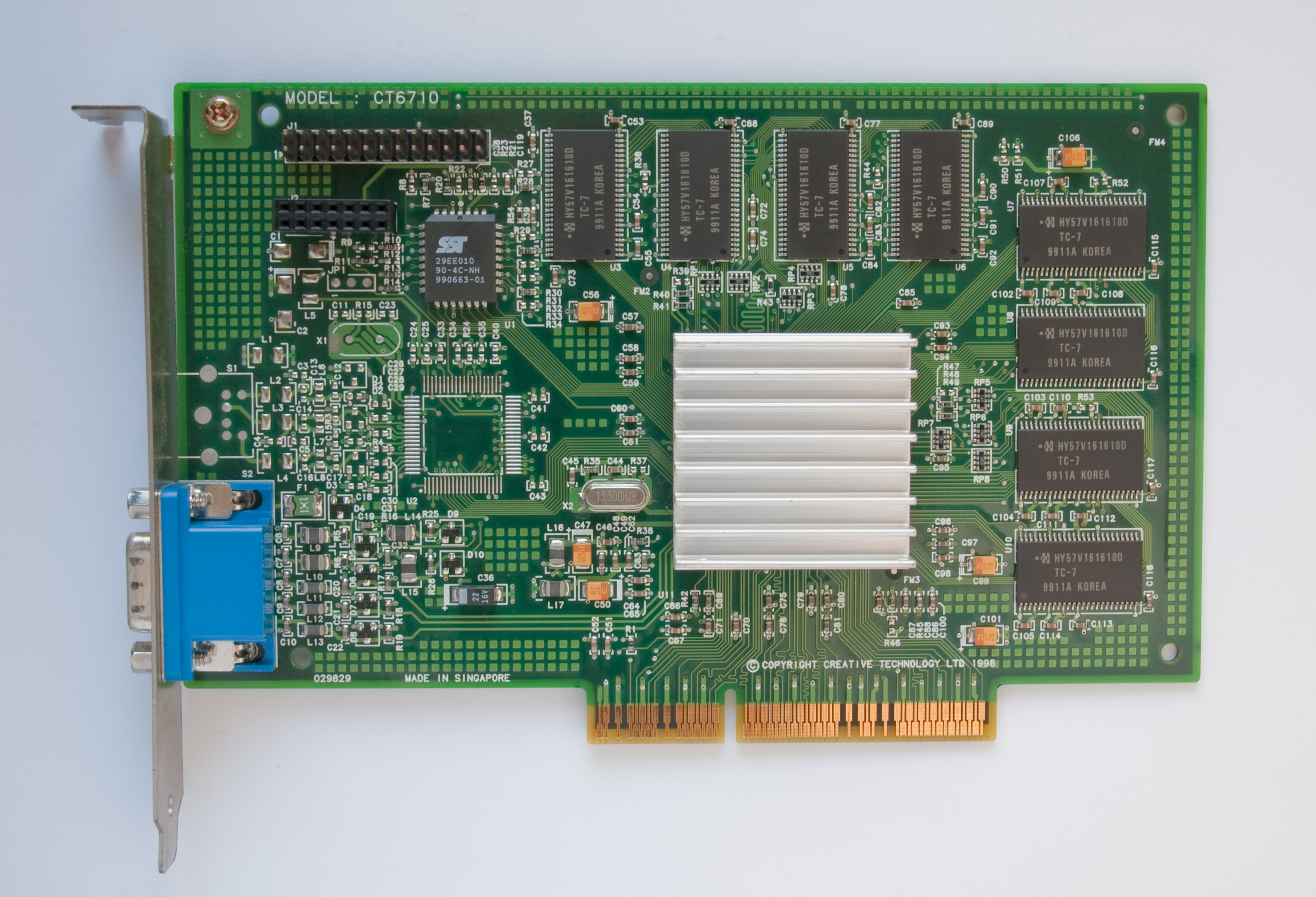
크리에이티브 테크놀로지의 리바 TNT 카드

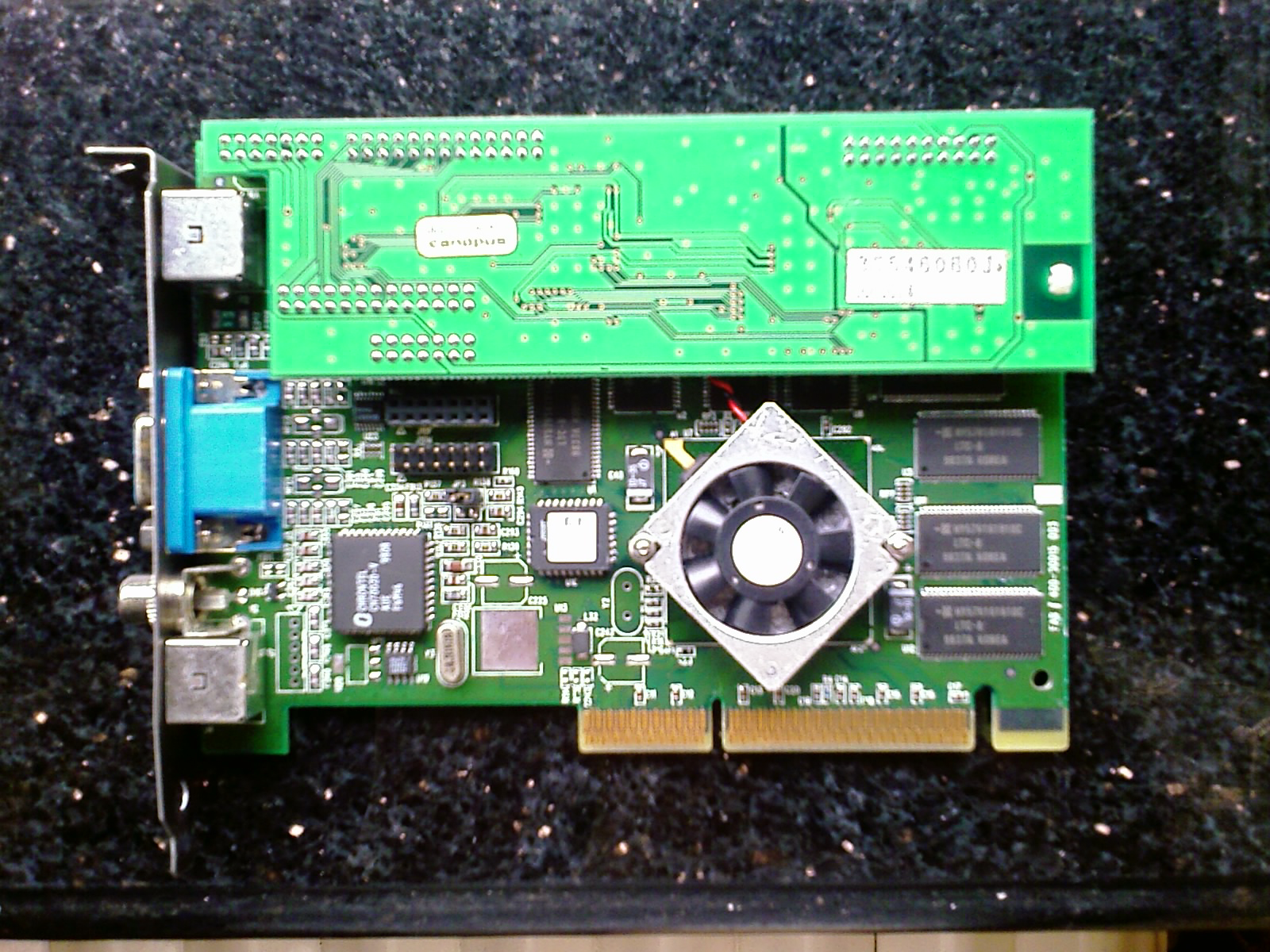
캐노푸스 리바 TNT AGP

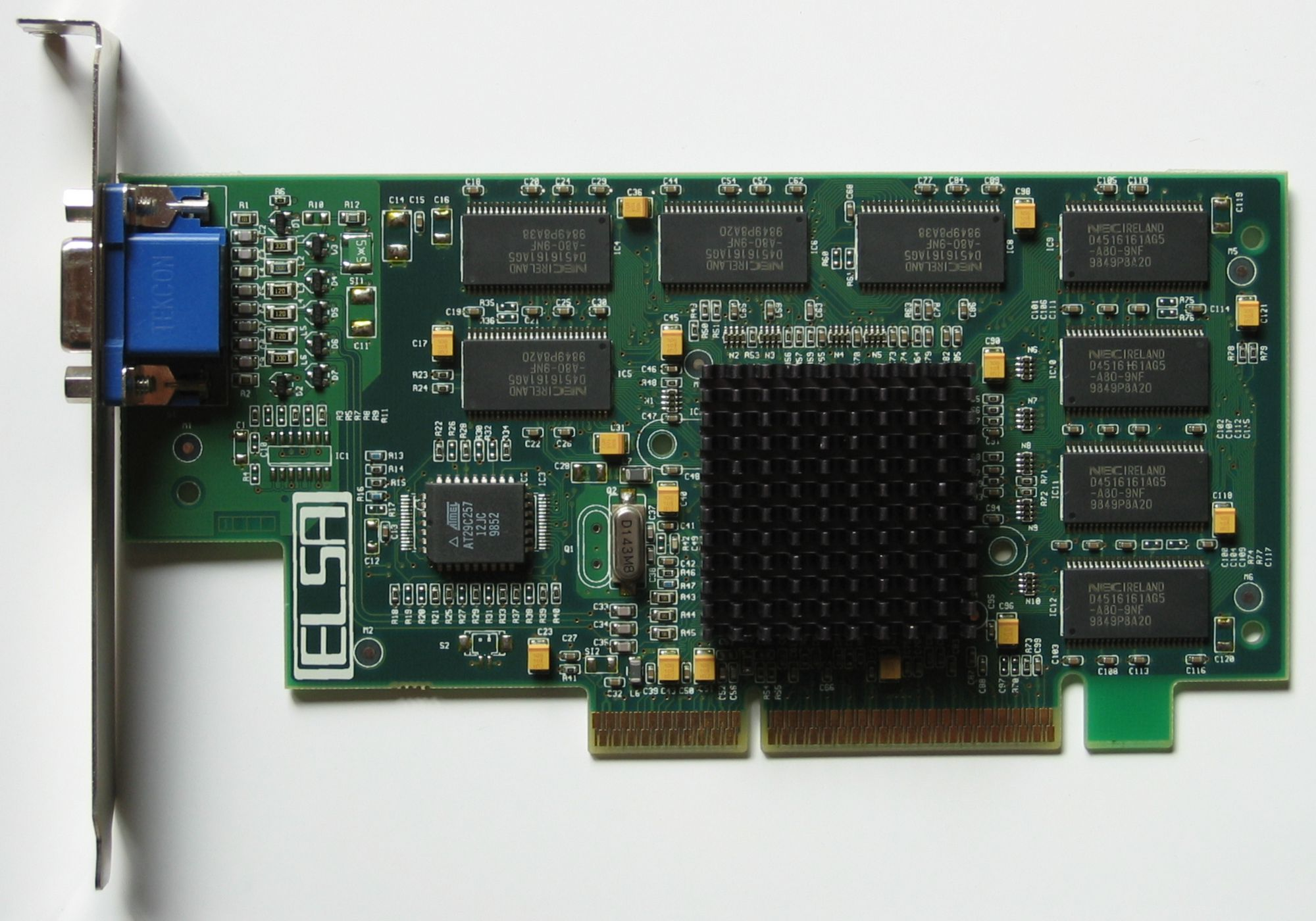
엔비디아 리바 TNT를 장착한 ELSA 이레이저 II

TNT는 원래 계획보다 늦게 출시되었고, 상당히 뜨거웠으며, 엔비디아가 계획했던 110 MHz 대신 90 MHz로 클럭되었다. 원래 계획된 사양은 Direct3D 응용 프로그램에서 Voodoo2보다 이론적인 성능 면에서 앞서야 했지만, 90 MHz에서는 Voodoo2에 미치지 못했다.
당시 대부분의 게임은 3dfx의 독점 글라이드 API를 지원하여 Voodoo2가 속도와 이미지 품질 면에서 큰 이점을 가졌다. 일부 게임은 3D 가속에 Glide API만 사용했기 때문에 TNT 사용자는 3D 가속기가 없는 사람과 다를 바 없었다. 심지어 퀘이크 2와 같은 "OpenGL 전용" 비교에서도 Voodoo2가 우세했는데, 이는 3dfx 카드 전용 "MiniGL" 드라이버가 게임(및 당시 대부분의 OpenGL 게임)을 실행하기 위해 특별히 제작되었기 때문이다. 3dfx MiniGL 드라이버는 완전한 기능을 갖춘 OpenGL 드라이버가 아니라 특정 OpenGL 함수를 Glide의 해당 함수에 매핑하는 래퍼였으며, 이로 인해 속도 이점을 얻을 수 있었다. 나중에 3dfx 카드 라인을 위한 완전한 기능의 OpenGL 드라이버가 만들어졌을 때, 축소된 MiniGL 버전보다 훨씬 느리다는 것이 밝혀졌다. TNT는 32비트 색상 지원을 가졌지만 Voodoo2는 16비트만 지원했다(내부적으로 24비트 색상에서 디더링되어 16비트 품질에서는 TNT를 능가했지만). Voodoo2 카드는 "SLI" 설정에서 두 개의 Voodoo2 카드를 연결할 수 있는 능력 때문에 TNT에 비해 훨씬 더 큰 속도 이점을 얻었다.
TNT는 엄청나게 인기 있었던 부두2의 판매량을 따라잡지 못했다. 3dfx의 고객 마인드 셰어는 이 시기에 절정이었고 엔비디아는 여전히 다소 새로운 플레이어였다. 다시 말하지만, 리바 128과 마찬가지로 글라이드 API 지원 부족은 엔비디아의 시장 점유율 성장 기회를 저해했다. 글라이드는 게이머와 개발자 모두에게 최고의 3D 게임 API로 여겨졌다. 그러나 TNT는 엔비디아에게 많은 주목을 안겨주었고, 리바 TNT2라는 새로운 버전의 길을 열었다. 결국 엔비디아는 다른 경쟁사들과 달리 일부 게임에서 부두2에 근접하는 성능을 보였고, 32비트 이미지 품질에서는 이를 능가했다.

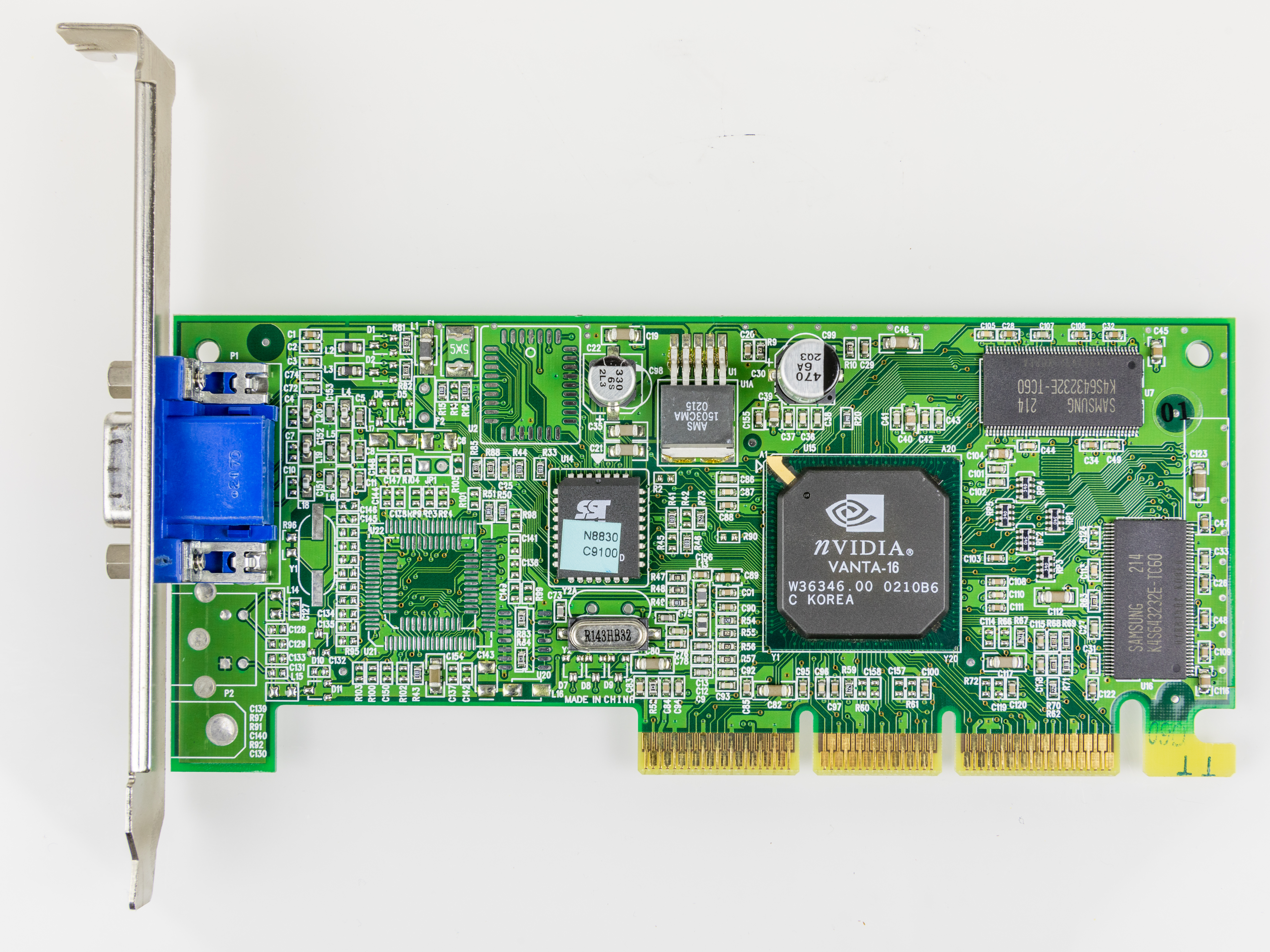
컴팩 데스크프로 에보 사무용 컴퓨터(2001)의 표준 비디오 카드인 반타 그래픽 칩이 장착된 엔비디아 MS-8830

이후 몇 년 동안 대규모로 표준 산업 관행이 될 일환으로, 엔비디아는 반타(Vanta)라는 TNT의 보급형 버전을 출시했다. 이 보드는 동일한 TNT 칩을 사용했지만 클럭 속도를 낮추고 메모리 데이터 버스 너비(64비트로)와 메모리 크기(16MiB로)를 절반으로 줄였다. 이를 통해 엔비디아는 TNT의 지정된 클럭 속도를 달성하지 못하는 TNT 칩을 계속 판매할 수 있었는데, 이를 비닝이라고 하며, 더 좁은 버스와 적은 RAM을 사용하여 보드 비용을 크게 절감할 수 있었다. 이 보드는 유능한 기능 세트와 낮은 가격으로 인해 OEM 컴퓨터 제조업체들에게 인기를 끌었다. 반타는 일부 마더보드에 통합 그래픽으로도 구현되었다.
TNT 자체는 다이아몬드 바이퍼 V550 및 STB 벨로시티 4400과 같은 여러 인기 카드에 사용되었으며, 이들 모두 델 및 게이트웨이 등과 같은 OEM에서 성공을 거두었다.

## 드라이버
TNT와 함께 엔비디아의 드라이버 개발은 가능한 최상의 드라이버 세트를 유지하려는 그들의 공격적인 노력의 시작이었다. TNT는 업계 최초의 브랜드 드라이버인 디토네이터(Detonator)를 받았다.
이 드라이버들은 큰 성공을 거두었다. TNT는 인텔 기반 시스템에서 항상 좋은 성능을 보였지만, 당시 AMD 기반 시스템에서는 성능 면에서 뒤쳐졌다. 당시 퀘이크 2는 성능 벤치마크였고, 3dfx가 만든 부두2는 3DNow! 최적화를 통해 당시 AMD 프로세서의 약하고 파이프라인이 없는 FPU의 성능 저하를 상쇄하여 TNT보다 큰 성능 차이를 보였다. 디토네이터 드라이버에는 3DNow! 최적화가 포함되어 있었고, TNT의 퀘이크 2 성능은 30% 향상되었다. 실제로 모든 OpenGL 및 DirectX 응용 프로그램은 이러한 최적화의 혜택을 받았다. 이로 인해 TNT는 이전보다 AMD 사용자들에게 훨씬 더 매력적인 3D 가속기가 되었다.
디토네이터 드라이버는 또한 당시 마더보드와의 호환성 문제를 해결하고 전반적인 소프트웨어 호환성을 개선했다.
TNT는 윈도우 3.1x를 지원하는 마지막 엔비디아 그래픽 가속기였다.

## 칩셋 표
| 모델     | 출시            | 암호명 | 제조 (nm)   | 트랜지스터 (백만개) | 다이 크기 (mm2) | 버스 인터페이스 | 코어 클럭 (MHz) | 메모리 클럭 (MHz) | 코어 구성 | 필레이트      | 필레이트  | 필레이트  | 필레이트    | 메모리    | 메모리        | 메모리    | 메모리           | TDP (와트) | 최신 API 지원 | 최신 API 지원 |
| 모델     | 출시            | 암호명 | 제조 (nm)   | 트랜지스터 (백만개) | 다이 크기 (mm2) | 버스 인터페이스 | 코어 클럭 (MHz) | 메모리 클럭 (MHz) | 코어 구성 | MOperations/s | MPixels/s | MTexels/s | MVertices/s | 크기 (MB) | 대역폭 (GB/s) | 버스 종류 | 버스 너비 (비트) | TDP (와트) | Direct3D      | OpenGL        |
| -------- | --------------- | ------ | ----------- | ------------------- | --------------- | --------------- | --------------- | ----------------- | --------- | ------------- | --------- | --------- | ----------- | --------- | ------------- | --------- | ---------------- | ---------- | ------------- | ------------- |
| 리바 TNT | 1998년 8월 31일 | NV4    | TSMC 350 nm | 7                   | 90              | AGP 2x, PCI     | 90              | 110               | 2:2:2     | 180           | 180       | 180       | 0           | 8 16      | 1.76          | SDR       | 128              | ?          | 6.0           | 1.2           |
| Vanta    | 1999년 3월 22일 | NV6    | TSMC 250 nm |                     |                 | AGP 4x, PCI     | 100             | 125               | 2:2:2     | 200           | 200       | 200       | 0           | 8 16      | 1.0           | SDR       | 64               | ?          | 6.0           | 1.2           |
| Vanta LT | 2000년 3월      | NV6    | TSMC 250 nm | AGP 2x              | 80              | 100             | 160             | 160               | 2:2:2     | 160           | 8 16      | 0.8       | 0           | ?         |               | SDR       | 64               |            | 6.0           | 1.2           |

1. ↑  픽셀 파이프라인: 텍스처 매핑 유닛: 렌더 출력 유닛

## 경쟁 칩셋
- 부두2
- 3dfx 부두 밴시
- 매트록스 G200
- ATI 레이지 프로
- S3 세비지

## 같이 보기
- 엔비디아 그래픽 처리 장치 목록